# Spellbound (videogioco)
Spellbound è un videogioco di avventura dinamica pubblicato nel 1985-1986 per gli home computer Amstrad CPC, Atari 8-bit, Commodore 64 e ZX Spectrum dall'editrice economica Mastertronic, con la sua etichetta M.A.D. (Mastertronic Added Dimension) dedicata ai titoli leggermente più costosi. È il secondo titolo dopo Finders Keepers della serie su Magic Knight, caricatura di un cavaliere medievale in armatura, e fu seguito a sua volta da Knight Tyme. Di solito ottenne giudizi molto buoni dalla critica, tra cui una "medaglia d'oro" dalla rivista Zzap!.

## Trama
Gimbal il Mago, il maestro di Magic Knight, ha provato a usare la magia per migliorare il suo budino di riso, ma a causa di errori di traduzione degli incantesimi è stato accidentalmente intrappolato nel mitico castello di Karn, insieme ad altri sette personaggi innocenti di diversa provenienza. Magic Knight si avventura quindi nel castello per salvarli tutti, ottenendo aiuti da ciascuno se si prende cura di loro, per liberare infine Gimbal.

## Modalità di gioco
Il gioco è principalmente un'avventura, con problemi da risolvere utilizzando oggetti e interagendo con personaggi. Si svolge nel castello che è composto da cinque piani, più sotterraneo e tetto con giardino pensile, collegati da un ascensore. Ogni piano è formato da una serie di stanze adiacenti in orizzontale, spesso identificate da un nome. Ogni stanza è una schermata con visuale di lato, a volte con piattaforme.
Come controlli diretti, Magic Knight può soltanto camminare in orizzontale e saltare. Gli ulteriori comandi vengono dati con un sistema di menù a finestre, solo in inglese, controllati tramite cursore. Le varie azioni possibili dipendono dagli oggetti posseduti e arrivano a includere anche lanciare incantesimi e dare ordini agli altri personaggi.
In particolare con il comando esamina si visualizzano informazioni su oggetti, personaggi o su Magic Knight stesso, aprendo una finestra che mostra il soggetto e varie informazioni rilevanti come le statistiche vitali e di abilità dei personaggi. Il giocatore deve infatti mantenere felici e nutriti gli altri personaggi, oltre al proprio. Anche mangiare e dormire sono azioni a cui provvederanno solo su esplicito comando. La capacità di trasporto degli oggetti dipende dal loro peso e dalla propria forza.
Magic Knight ha una sola vita e una riserva di energia tra le sue statistiche, che cala in caso di contatto con elementi nocivi, presenti solo in alcune stanze. C'è un limite di tempo complessivo e si può anche morire istantaneamente compiendo certe azioni. Anche la morte di uno dei personaggi incontrati, ad esempio per fame, causa la sconfitta immediata.

## Clone
Nel 1986 venne pubblicato commercialmente Crimebusters inc. per ZX Spectrum, un clone di Spellbound tanto simile anche nel codice del programma da potersi ritenere un mod; dopo minacce legali della Mastertronic, l'autore Harry Price ammise ufficialmente di averlo copiato e il gioco venne ritirato dal commercio, mentre la casa produttrice, la britannica IJK, si dichiarò ignara del fatto che fosse una copia.
L'autore di Crimebusters pubblicò anche molti altri giochi per ZX Spectrum che erano palesi imitazioni, tramite diverse editrici, ma non sono note altre controversie.